# My American Heart
My American Heart war eine US-amerikanische Alternative, Emo- und Indierockband aus San Diego in Kalifornien. Der Name „My American Heart“ ist eine Anspielung auf die philippinischen Wurzeln der Band.

## Geschichte
Die Band wurde 2002 in San Diego unter dem Namen No Way Out gegründet. 2004 veröffentlichten sie ihre erste Single This Won't Stop, ehe sie 2005 ihren Namen in My American Heart ändern. Nach der „Taste of Chaos“-Tour verließ Clint Delgado die Band, weil er sich auf seine Ausbildung konzentrieren wollte.
Nach der Tour veröffentlichte die Band ihr Debütalbum The Meaning in Makeup, vorher hatten sie schon eine EP veröffentlicht.
Während ihrer Warped-Tour im Herbst 2005, holten sie Dustin Hook in die Band als Bassisten, so dass Jesse Barrera Clint Delgado an der Gitarre ersetzen konnte.
Während des Sommers 2006 verließ Jeremy Mendez die Band, für die Aufnahme des zweiten Albums Hiding Inside the Horrible Weather engagierte man den Gitarristen Matt Van GasBeck von Downtown Singapore.
Nach dem Soundwave-Festival in Australien verließ Drummer Steven Oira die Band, als Ersatz holte man Jake Kalb Ex-TheFold. 2008 holte man sich dann als festen Ersatz für den 2006 abgewanderten Jeremy Mendez Nick Logan.
Ein Jahr später gab Songwriter und Komponist Jesse Barrera bekannt, dass er die Band verlassen wird, um sich seiner Solo-Karriere zu widmen. Infolgedessen gab später dann auch die Band ihre vollständige Auflösung bekannt.
Im Herbst 2009 startete My American Heart ihre letzte Tour durch einige Städte in den USA, außerdem veröffentlichten sie noch vier Demosongs.

## Diskografie

### AlsNo Way Out
- The Courtesy of Stars (EP), 2002
- Certainty Kills (EP), 2003

### AlsMy American Heart
- My American Heart (EP), 2004
- The Meaning in Makeup, 2005
- Hiding Inside the Horrible Weather, 2006